# Corral de Santiago
Corral de Santiago är en ort i Mexiko.   Den ligger i kommunen Pénjamo och delstaten Guanajuato, i den centrala delen av landet, 300 km väster om huvudstaden Mexico City. Corral de Santiago ligger 1 685 meter över havet och antalet invånare är 783.
Terrängen runt Corral de Santiago är huvudsakligen platt, men norrut är den kuperad. Runt Corral de Santiago är det ganska tätbefolkat, med 104 invånare per kvadratkilometer. Närmaste större samhälle är La Piedad Cavadas, 16,3 km väster om Corral de Santiago. Trakten runt Corral de Santiago består till största delen av jordbruksmark.